# Нава, Лапо
Лапо Франческо Мария Нава (итал. Lapo Francesco Maria Nava; род. 22 января 2004, Милан, Италия) — итальянский футболист, вратарь клуба «Милан».

## Клубная карьера
Лапо Нава — воспитанник академии «Милана». Был основным вратарем в молодежной команде. Он сыграл ключевую роль в составе молодёжной команды «Милан» до 19 лет, когда в сезоне 2022/2023 его команда достигла полуфинала Молодежной лиги УЕФА, сыграв в каждой игре и удержав три сухих матча по ходу турнира.
6 января 2022 года 17-летний Нава был включён в заявку на матч первой команды «Милана» против «Ромы». Это произошло из-за того, что Чиприан Тэтэрушану заразился COVID-19, а третий вратарь Алессандро Плиццари не смог принять участие в игре из-за травмы. Три дня спустя Нава также находился на скамейке запасных в матче «Милана» против «Венеции», но не вышел на поле ни в одной из игр.
В течение сезона 2022/23 Нава семь раз появлялся на скамейке запасных за основную команду «Милана», в том числе четыре раза в матчах Лиги чемпионов УЕФА.
В начале сезона 2023/24 Нава был приглашен присоединиться к первой команде для предсезонной подготовки. Он вышел на замену во время предсезонного матча против «Новары».
19 августа 2023 года Нава был официально включен в состав первой команды.
Он был включен в состав на домашний матч против «Ювентуса» в рамках Серии А 23 октября 2023 года. Поскольку оба игрока — Майк Меньян и Марко Спортьелло — не смогли принять участие, Нава вместе с запасным игроком Андреа Барточчони заняли место на скамейке запасных как потенциальные замены для Антонио Миранте. Однако ни один из них не появился на поле.
25 мая 2024 года Нава официально дебютировал в «Милане». Он вышел на замену вместо Антонио Миранте на 88-й минуте домашнего матча против «Салернитаны» в заключительном туре Серии А сезона 2023/2024. На следующей минуте после своего выхода на поле он пропустил гол, и счёт стал 3:3.
10 августа 2024 года дебютировал за недавно созданный резервный клуб «Милан Футуро», выйдя в стартовом составе. На 50-й минуте он отразил пенальти, что стало одним из ключевых моментов гостевой победы со счётом 3:0 в первом раунде Кубка Италии по футболу среди команд Серии C против «Лекко».

## Личная жизнь
Нава — сын бывшего профессионального футболиста Стефано Навы, который также выступал за «Милан». Позднее Стефано занимал должность тренера молодёжной команды клуба.